# گوش‌پر

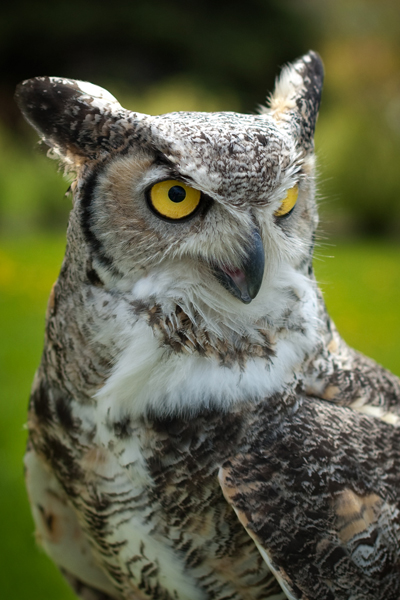
جغد شاخدار بزرگ به دلیل گوش‌پرهای متمایزش نام‌گذاری شده‌است.

گوش‌پَرها (به انگلیسی: Ear tufts)، چین‌خوردگی‌های پوستی پوشیده از پر، در برخی گونه‌های پرندگان، به‌ویژه گونه‌های مختلف جغد است. گوش‌پرها بسیار مشابه گوش‌ها در پستانداران هستند، اما با شنوایی حیوان، ارتباطی ندارند و عملکرد آن‌ها مورد بحث است.
تئوری‌های مربوط به عملکرد آن‌ها از بهبود توانایی استتار، کمک به یافتن جفت مناسب، تا ایجاد ظاهری تهدیدآمیز برای هشدار و ترساندن سایر حیوانات شکارچی متغیر است.

### در آراکانا
در نژاد مرغ آراکانا، گوش‌پرها حاصل بروز نوعی جهش هستند. این جهش، یک اختلال ژنتیکی نیمه‌کشنده است. در نتیجه، در این جانور، بسیار غیرمعمول است و تکثیر این حیوان نیز دشوار است، زیرا اکثر آراکاناها بدون گوش‌پر از تخم بیرون می‌آیند.